# Jocelyne Saab
Jocelyne Saab o Jocelyn Saab (àrab: جوسلين صعب, Jūslīn Ṣaʿb) (Beirut, 30 d'abril de 1948 - París, 7 de gener de 2019) va ser una realitzadora, fotògrafa i artista plàstica libanesa. Autora d'una trentena de documentals i diverses obres de ficció, és considerada una pionera del nou cinema libanès. Va ser especialment coneguda pels seus treballs Líban i per la seva pel·lícula Dunia (2005), en la qual tracta la mutilació genital femenina al Caire, aclamada internacionalment i censurada a Egipte.

## Biografia
Va néixer a Beirut en el si d'una família cristiana pròspera instal·lada en l'oest de la ciutat. Va heretar del seu pare, un banquer que havia fet fortuna a Cambodja i l'Afganistan, el gust per l'aventura. La seva vida es va desenvolupar entre París i Beirut, intercalada amb nombrosos viatges per a treballar a l'Iran, Líbia o Egipte.
Va estudiar ciències econòmiques en la universitat Jaint-Joseph de Beirut. En aquest cercle francòfon coneixerà a molts dels qui seran els seus amics al llarg de la vida amb qui comparteix els ideals de l'esquerra àrab i se sent hereus del maig del 68 de París. El seu compromís amb l'esquerra i la causa palestina, en un període en el qual Beirut alberga els fedaïns de Iasser Arafat li costa l'hostilitat de la dreta cristiana malgrat el seu origen familiar. Va rebre amenaces de mort pel seu treball Les Enfants de la guerre rodat després d'una massacre comesa en un suburbi a les portes de Beirut per les faccions cristianes.
Va tenir els seus inicis professionals en la ràdio, en l'emissió de música pop en Líban. Posteriorment a través d'Etel Adnan s'implica en el periòdic As Safa. A partir de 1973, va treballar com a periodista independent per a canals de televisió europeus, nord-americans i japonesos. En 1975 en l'inici de la guerra del Líban realitza el documental Le Liban dans la tourmente en el qual retrata les desigualtats socials, un tema en el cor de molts dels seus treballs, que va ser prohibit al Líban.
Reportera de guerra, realitza nombrosos documentals : sobre la guerra d'octubre a Egipte, Kurdistan, la guerra de l'Iraq, Iran, Síria, Golan i Líban. Els tres documentals d'assaig Beyrouth, jamais plus (1976), Lettre de Beyrouth (1978), Beyrouth, ma ville (1982), dedicats als desastres provocats per la guerra del Líban, en la capital formen una terna espontània de la qual Etel Adnan escriurà : « Jocelyne ha aportat instint, gràcies al seu coratge polític, la seva integritat moral, i la seva profunda intel·ligència, a l'essència mateixa d'aquest conflicte. Cap document sobre aquesta guerra ha igualat mai la importància del treball cinematogràfic que Jocelyne ha presentat en les tres pel·lícules que ha consagrat al Líban »
En 1982 és l'única que va acompanyar amb la seva cambra a Yasser Arafat en el seu exili forçat del Líban a bord de l'Atlantis i que recull a Le Bateau de l'exil. Paral·lelament al seu treball com a cineasta, es bolca en la fotografia, que constitueix un excepcional corpus documental que comença a exposar a partir de 2006.
Ajudant de realització per a Volker Schlöndorff en Le Faussaire en 1981, Jocelyne Saab passa per primera vegada a la ficció en 1985 amb Une vie suspendue tema que reprendrà vint anys després amb Dunia (2005) una pel·lícula en la qual al costat de les reflexions sobre l'amor planteja el drama de l'ablació, especialment aclamat en festivals internacionals però censurat a Egipte.
A partir de 2007, a conseqüència de l'estrena de la seva pel·lícula Dunia, s'interessa per l'art contemporani. Exposa el seu treball Strange Games and Bridges sobre la guerra de 2006 en Singapur en 2009 i les seves sèries de fotografies Sense, Icons and Sensitivity estan exposades a diversos països.
En 2013, crea el Festival Internacional de Cinema de Resistència Cultural al Líban que va celebrar tres edicions i es va desenvolupar en diverses ciutats en les quals Jocelyne Saab desitja recompondre els vincles : Beirut, Trípoli, Zaleh i Tir.
En 2017 presenta l'exposició Un dollar par jour amb imatges sobre els refugiats sirians a Líban. Jocelyne Saab vivia entre Beirut, París i el Caire. Va continuar treballant fins a la seva mort. Al desembre de 2018 va publicar un llibre amb les seves fotografies Zones de guerra (Les Editions de l'Oeil) Va morir a París el 7 de gener de 2019 a causa d'un càncer.
Va ser membre de la Cinemateca francesa i en els seus últims anys va ser redescoberta al seu país natal.

## Filmografia

### Documentals
- 1974 : Le Front du refus ou les Commandos-suicide
- 1975 : Le Liban dans la tourmente
- 1975 : Portrait d'un mercenaire français
- 1976 : Les Enfants de la guerre
- 1976 : Sud-Liban - Histoire d'un village
- 1976 : Pour quelques vies
- 1976 : Beyrouth, jamais plus
- 1977 : Le Sahara n'est pas à vendre
- 1978 : Égypte, la cite des morts
- 1979 : Lettre de Beyrouth
- 1980 : Iran, l'utopie en marche
- 1982 : Beyrouth ma ville
- 1986 : L'Architecte de Louxor
- 1989 : Les Almées, danseuses orientales
- 1997 : La Dame de Saigon
- 2016 : Imaginary Postcards
- 2016 : One Dollar a Day

### Ficció
- 1985 : Une vie suspendue
- 1994 : Il était une fois Beyrouth (Kanya ya ma kan, Beyrouth)
- 2005 : Dunia
- 2009 : What's Going On?

## Fotografia
- 2006 : Sense, Icons and Sensitivity
- 2008 : Marylin and the Arabs, Grand-Palais, Paris
- 2008 : La Ville de Jean-Léon Gérôme et le revers de l’orientalisme, Festival International des Cinémas d’Asie, Vesoul
- 2017 : One Dollar a Day, Institut Culturel Français, Istanbul/Beyrouth

## Instal·lacions
- 2006 : Strange Games and Bridges (Dubai Art Fair ; Singapore National Museum)[7]
- 2011 : Le Jardin de la guerre (Les Halles de Saerbeck, Bruxelles)
- 2013 : Café du Genre (MuCEM, Marseille)
- 2017 : One Dollar A Day (Institut Culturel Français, Istanbul/Beyrouth)